# La tumba sin sosiego
The Unquiet Grave, traducido al castellano como La tumba sin sosiego, es una obra literaria de Cyril Connolly escrita en 1944 bajo el seudónimo de Palinuro. Comprende una colección de aforismos, citas, reflexiones nostálgicas y exploraciones mentales.

## Argumento
Palinuro era el piloto de la nave de Eneas en La Eneida, que cayó por la borda como un acto de expiación a los dioses enojados, y cuyo espíritu vagó en el inframundo. Connolly usa el tema para explorar sus sentimientos y revisar su situación cuando se acerca a la edad de cuarenta años presentando una visión muy pesimista y autocrítica. Extrae citas de algunos de sus autores favoritos: Blaise Pascal, Thomas de Quincey, Nicolas Chamfort y Gustave Flaubert, así como retazos de Buda, la filosofía china y Freud. El título del libro está tomado de una canción popular inglesa del mismo nombre.
El libro consta en cuatro partes, tituladas Ecce Gubernator ("Aquí está el piloto"), Te Palinure Petens ("Te busco, Palinuro"), La Clé des Chants ("La clave de las canciones") y Who is Palinurus ("Quién es Palinuro"). Los primeros dos contienen conjuntos similares de meditación, mientras que el tercero posee más recuerdos con referencias veladas a la vida de Connolly en Francia; el último da cuenta de la historia de Palinuro.

## Traducción
El libro fue traducido al castellano en 1949 por Ricardo Baeza para la Editorial Sur, creada por Victoria Ocampo.

## Citas
- "Cuanto más libros leemos, más pronto percibimos que la verdadera función de un escritor es producir una obra maestra y que ninguna otra tarea tiene importancia".
- "No hay dolor en la vida igual al que dos amantes pueden infligirse el uno al otro".
- "Cuando contemplo la acumulación de culpa y remordimiento que, como un bote de basura, llevo a través de la vida, y que se nutre no solo de las acciones más ligeras, sino del placer más inofensivo, siento que el hombre es de todos los seres vivos el más biológicamente incompetente y mal organizado ".
- "Una persona perezosa, sean cuales sean los talentos con los que comienza, se habrá condenado a pensamientos de segunda mano y a amigos de segunda categoría".
- "Detrás de una máscara de tranquilidad egoísta no existe nada más que amargura y aburrimiento. Soy uno de esos que el sufrimiento ha dejado vacíos y frívolos: cada noche, en mis sueños, le arranco la costra a una herida; cada día, vacío y habituado, la ayudo a volver a formarse ".
- "¿Seca de nuevo? dijo el cangrejo al estanque de rocas. "Así estaría usted", respondió el estanque de rocas, "si tuviera que satisfacer, dos veces al día, al mar insaciable".
- "Vuelven las lágrimas de la mañana, los espíritus en su punto más bajo. Aproximadamente cuarenta años, sensación de fracaso total, no un escritor sino un actorzuelo cuyo desempeño está vestido con egoísmo, polvo y cenizas; brillante. No vale la pena hacerlo. Hago ese esfuerzo extra por vivir de acuerdo con la realidad, lo que hace posible la buena escritura: de ahí lo maníaco-depresivo de mi estilo, que es brillante, cruel y superficial; o pesimista, apolillada por la autocompasión ".
- "La vida es un laberinto en el que damos un giro equivocado antes de aprender a caminar".
- "Para mí todo es una droga peligrosa, excepto la realidad, que es insoportable".
- "Encarcelado en cada hombre gordo, uno delgado está haciendo una señal salvaje para que lo dejen salir".
- "El río de la verdad siempre se divide en brazos que se reúnen. Unidos entre ellos, los habitantes debaten toda la vida sobre cuál es la corriente principal".
- "El temor a la soledad es más intenso que la amenaza de la esclavitud, y entonces nos casamos, una y otra vez".